# Pertengo
Pertengo (piemontesisch Përtench) ist eine Gemeinde in der italienischen Provinz Vercelli (VC), Region Piemont.

## Lage und Einwohner
Partengo liegt 10 km südlich von Vercelli. Die Nachbargemeinden sind Asigliano Vercellese, Costanzana, Rive und Stroppiana. Das Gemeindegebiet umfasst eine Fläche von 8 km² und hat  325 Einwohner (Stand 31. Dezember 2023). Partengo hat seit 1857 einen Bahnhof an der Linie  Vercelli – Casale Monferrato.